# MGM Holdings
MGM Holdings, Inc. fue una sociedad de cartera estadounidense constituida en Delaware y con sede en Beverly Hills, California, lanzada el 11 de febrero de 2005 por un consorcio orientado a los acreedores como sociedad matriz de Metro-Goldwyn-Mayer (de donde se acuñaron las iniciales "MGM"). Es propiedad de Amazon desde el 17 de marzo de 2022 y posteriormente se fusionó con Amazon Studios el 3 de octubre de 2023, que más tarde se convirtió en Amazon MGM Studios.

## Historia
MGM Holdings se formó el 11 de febrero de 2005 por un consorcio dirigido por Sony y el 8 de abril de 2005, adquirió MGM en una compra apalancada de US $ 4,8 mil millones. Desde ese período hasta su surgimiento de la quiebra el 20 de diciembre de 2010, MGM Holdings fue propiedad de Providence Equity Partners (29%), TPG Capital (anteriormente Texas Pacific Group) (21%), Sony Corporation of America (20%), Comcast (20%), DLJ Merchant Banking Partners (7%) y Quadrangle Group (3%).

### Intento de venta y quiebra de protección
Después de ser instalado en agosto de 2009 como nuevo CEO de MGM, Stephen Cooper trató de convencer a los prestamistas de MGM que deberían reestructurar la deuda a largo plazo de la compañía para permitir que el estudio continúe con su modelo de negocio actual. Los prestamistas se negaron a hacerlo y argumentaron que una venta era la única manera de recuperar su inversión. Cooper acordó realizar una subasta para medir el nivel de interés de los compradores potenciales y el valor de los activos para la venta.
El 12 de noviembre de 2009, MGM anunció que estaba "comenzando un proceso para explorar varias alternativas estratégicas, incluyendo la operación como una entidad independiente, la formación de asociaciones estratégicas y la evaluación de una posible venta de la empresa". Alternativas que la compañía estaba explorando incluyeron la venta de la compañía o la fusión con otra firma de medios, o una subasta de activos, que podría haber incluido la venta de su película de 4.000 títulos y la biblioteca de televisión, el logotipo de la compañía, los derechos de la Franquicia de James Bond y media propiedad en las tres películas de Hobbit. El estudio también sostuvo la posibilidad de obtener una gran afluencia de efectivo de nuevos inversionistas, aunque los analistas de la industria creían que era improbable que sucediera la alternativa. Algunos analistas de la industria dijeron que la venta del estudio podría costar entre US $ 1.500 millones y US $ 3.000 millones. Otros cifraron el valor en entre $ 2 mil millones a $ 2.5 mil millones. Los posibles compradores incluyeron a Time Warner (que ya poseía la biblioteca MGM antes de mayo de 1986, tenía suficientes reservas de efectivo y coprodujo las películas de Hobbit con MGM), Qualia Capital (fondo de capital privado liderado por el productor Amir Malin de Hollywood) Fox (distribuidor de entretenimiento doméstico de MGM) y Lionsgate.
MGM también anunció que sus acreedores acordaron una abstención en los pagos de la deuda de la compañía originalmente hasta el 31 de enero de 2010, pero la paciencia se extendió al 31 de marzo de 2010.
A principios de diciembre de 2009, 16 empresas habían manifestado su interés en comprar todo o parte de MGM, aunque sólo dos habían negociado un acuerdo de confidencialidad que les permitiría examinar los estados financieros de MGM. The Hollywood Reporter dijo que Warner Bros., 20th Century Fox y Lionsgate eran los principales pretendientes de la compañía. Los observadores de la industria estaban preocupados, sin embargo, de que los compradores sólo pudieran pujar por algunos de los activos de MGM, como la franquicia de James Bond o las películas de The Hobbit, que sacaría ofertas de menos de mil millones de dólares. Por lo menos una publicación de la industria de comercio dijo que los acreedores aceptarían ofertas por valor de $ 2 mil millones para partes o todo el estudio. Incluso una oferta o pujas por un total de 1,8 mil millones de dólares podría ser aceptada, dijeron observadores de la industria, si el comprador aceptó "seguro de asentamiento" (el derecho a convertir la deuda en patrimonio, bajo ciertas condiciones y plazos). El 18 de diciembre, informes de prensa dijeron que el estudio de 20th Century Fox de News Corporation había estado interesado en comprar MGM, pero que News Corp. no podía aceptar los términos "restrictivos" del acuerdo de no divulgación de MGM, que (en parte) Compradores para hablar con los acreedores de MGM. Los términos estrictos del acuerdo de no divulgación también llevaron a otros dos compradores potenciales a negarse a participar, y varios otros estaban negociando sobre los términos e incapaces de participar en el proceso. El proceso de diligencia debida "iba lentamente" publicó una publicación comercial, con sólo cuatro de las 20 posibles compañías participantes a partir del 18 de diciembre.
MGM fijó originalmente el viernes 15 de enero como fecha límite para recibir ofertas de las empresas interesadas en adquirir el estudio. Sin embargo, se hicieron menos pujas de lo esperado. Reliance Entertainment, que tiene una empresa conjunta con DreamWorks, se unió a la licitación en la fecha límite. News Corp habría firmado un acuerdo de no divulgación el 15 de enero o cerca del 15 de enero y estaba considerando una oferta. El 17 de enero, The New York Times informó que se habían recibido ofertas de Time Warner, Lionsgate y algunas compañías más pequeñas, pero que la mayoría de las ofertas estaban por debajo del mínimo de $ 2 mil millones. Algunas de las ofertas pudieron haber estado por debajo de $ 1 mil millones, y casi todas las ofertas requerirían MGM archivar para la bancarrota primero y verter sus obligaciones de deuda. Pero el Financial Times dijo que las fuentes creían que la mayoría de las ofertas estaban dentro del rango de $ 1,5 a $ 2 mil millones. Barclays Capital, un banco de inversión británico, fue citado diciendo, "Nos parece poco probable que los acreedores de MGM limpiarían de acuerdo con un precio de venta materialmente inferior a $ 2bn". Time Warner, una fuente de medios de comunicación informó, es visto por los observadores de la industria como el principal oferente ya que ya posee gran parte de la biblioteca de MGM y tiene grandes reservas de efectivo. Qualia Capital, que anteriormente se creía que era un posible postor, sugirió que los acreedores de MGM podrían evitar forzar al estudio a declararse en bancarrota al acordar transformar $ 500 millones de deuda en acciones de la compañía (lo que proporcionaría a MGM una infusión de efectivo y eliminaría una porción sustancial de la deuda). Para el 23 de enero, se recibieron ofertas de Relativity Media (alrededor de $ 1.6 mil millones) y Reliance Entertainment (alrededor de $ 1.8 mil millones). Seis días más tarde, MGM extendió su fecha límite al 31 de marzo, y al día siguiente, News Corporation sugirió que la compañía debería ofrecer a MGM algo de dinero para mantener a la compañía en funcionamiento.
Unos días más tarde, el CEO de Time Warner, Jeff Bewkes, declaró que estaba interesado en MGM, pero que no necesitaba estar en ningún negocio, pero afirmó que pensaría en ello. Al mismo tiempo, News Corporation anunció que fueron expulsados de la licitación después de que el CEO, Rupert Murdoch, declaró que estaba siendo superado por los otros postores, y más tarde pensó en comprar las ya desaparecidas Miramax Films de Disney. Posteriormente, otros licitadores comenzaron a hacer ofertas en Miramax y de Liberty Media por Overture Films, así, que sus respectivos propietarios pusieron para la licitación.
MGM declaró en febrero de 2010 que el estudio probablemente sería vendido en los próximos cuatro meses, y que su última película, Hot Tub Time Machine, podría ser una de las últimas cuatro películas que llevan el nombre MGM. Sin embargo, algunos afirmaron que la compañía podría continuar como una etiqueta para las nuevas producciones de James Bond, así como otras propiedades de la película seleccionadas de la biblioteca de MGM. Unas semanas más tarde, MGM fijó el 19 de marzo como plazo para recibir ofertas de empresas interesadas en adquirir el estudio, incluyendo Time Warner y Lionsgate, aunque Time Warner fue considerado el más probable comprar el estudio ya que su catálogo de Warner Bros. ya incluía todos Los títulos MGM anteriores a 1986 adquiridos originalmente por Ted Turner.
MGM presentó la bancarrota del Capítulo 11 el 3 de noviembre de 2010 y surgió el 2 de diciembre cuando el Tribunal Federal de Bancarrota aprobó el plan de reorganización de MGM, lo que llevó a los acreedores de MGM a hacerse cargo de la compañía. El 17 de diciembre de 2010, la compañía despidió a unos 50 miembros del personal.

### Propiedad del grupo acreedor
Tras la aparición de la quiebra, los prestamistas garantizados de MGM, que incluyen Credit Suisse y JPMorgan Chase, eran dueños de MGM Holdings Inc, que a su vez posee el estudio de Hollywood Metro-Goldwyn-Mayer. En diciembre de 2010, MGM nombró socios de Spyglass, Gary Barber y Roger Birnbaum como co-chairman y copresidentes del estudio; Y también nombró a Ann Mather, exdirectora de finanzas de Pixar para dirigir el nuevo directorio de MGM. El 29 de diciembre de 2010, MGM firmó un nuevo contrato con el grupo con sede en Nueva York George Comfort & Sons para un edificio de 6 pisos en la esquina de 235-269 N. Beverly, dejando su antigua sede en Century City.
Un informe financiero a finales de 2011 reveló que MGM había adquirido el 30% de Tom Cruise en United Artists y una vez más poseía el 100% de UA. El 31 de julio de 2012, MGM anunció que adquiriría la participación de Carl Icahn en MGM Holdings por $ 590 millones. Una vez que la venta se haya completado, MGM se convertirá en una empresa pública. También el 31 de julio, MGM vendió MGM Networks, Inc. a Chellomedia, manteniendo sus empresas en Estados Unidos, Canadá, Reino Unido, Alemania y conjuntas en Brasil y Australia para recaudar fondos para comprar a Carl Icahn y prepararse para una OPI. Chellomedia (posteriormente adquirida por AMC Networks y renombrada como AMC Networks International) ha autorizado la marca MGM y el contenido para continuar en los canales MGM adquiridos.
En mayo de 2013, MGM vendió sus acciones minoritarias sin derecho a voto de LAP TV a Fox International Channels mientras firmaba un contrato a largo plazo con LAPTV. El 31 de julio de 2013, MGM anunció un acuerdo con Carl Icahn, el mayor accionista de MGM, para adquirir su participación en MGM Holdings por US $ 590 millones. El acuerdo permitió a MGM fijar un valor de mercado de entre US $ 2.4 y US $ 3.000 millones para el estudio, en caso de que fuera público o vendido a un inversor estratégico.
En septiembre de 2014, MGM adquirió una participación del 55% en One Three Media y Lightworkers Media, ambos operados por los productores de Hollywood Mark Burnett y Roma Downey. Las dos compañías, junto con UA, se consolidaron en una nueva compañía de cine y televisión conocida como United Artists Media Group. El 14 de diciembre de 2015, MGM anunció que había adquirido el 45% restante de la UAMG que aún no poseía. Downey y Burnett recibirán participaciones en MGM colectivamente valuadas en $ 233 millones con Hearst recibiendo efectivo. Además, Burnett fue ascendido a CEO de MGM Television, en sustitución de la salida de Roma Khanna.
En octubre de 2017, la junta de MGM renovó el contrato de Gary Barber como presidente y director ejecutivo hasta diciembre de 2022. En febrero de 2018, Chris Brearton, ex abogado de fusiones y adquisiciones de medios de Latham and Watkins, fue nombrado director de operaciones. El 19 de marzo de 2018, MGM Holdings anunció que Barber había sido despedido por la junta directiva del estudio. MGM no dio ninguna razón para su despido. Mientras tanto, la empresa estaría dirigida por la recién creada "Oficina del Director General". La "Oficina del Director General" está integrada por jefes de división y altos ejecutivos. Más tarde, en abril, MGM decidió utilizar los derechos de la película número 25 de James Bond como palanca para una posible venta del estudio, con Annapurna Pictures y Warner Bros. vistos como posibles postores. El 21 de mayo, se informó que Barber (que todavía posee el 9% de MGM a través de opciones sobre acciones) está explorando una oferta para adquirir MGM y está hablando con los bancos de inversión sobre la financiación de su oferta. En su lugar, Barber vende sus acciones y opciones a MGM en junio en una suspensión de tres años en asuntos relacionados con la empresa.
En julio de 2018, MGM restableció su estructura de capital de deuda a $2.5 mil millones, lo que reduce la tasa de endeudamiento a medida que MGM canceló la línea de crédito anterior. Esto a pesar de que Moody's Investor Service redujo MGM en dos calificaciones clave debido al aumento del gasto en televisión y la salida del fiscalmente conservador Barber como director general. Nancy Tellem, directora en la junta desde 2013, se incorporó a la Oficina del CEO de la empresa el 7 de febrero de 2019, con el título de directora ejecutiva encargada de una estrategia a largo plazo. Sin embargo, Tellem abandonó ese puesto después de seis meses, en parte debido a enfrentamientos con Mark Burnett, presidente del grupo de televisión. El presidente del Motion Picture Group de MGM, Jonathan Glickman, salió de la compañía el 1 de febrero de 2020 con un primer acuerdo que comenzó con la imagen biográfica de Respect de Aretha Franklin. Michael De Luca se hace cargo del grupo cinematográfico como presidente a partir del 1 de marzo de 2020.

### Venta a Amazon
En diciembre de 2020, MGM comenzó a explorar una posible venta del estudio, con la pandemia de COVID-19 y el dominio de las plataformas de transmisión debido al cierre de las salas de cine como factores contribuyentes, contratando a Morgan Stanley y LionTree Advisors para manejar el proceso en nombre del estudio. El 17 de mayo de 2021, Amazon inició negociaciones para adquirir el estudio por alrededor de $9 mil millones. En mayo de 2021, el estudio fue adquirido por Amazon para que esta última empresa lo adquiriera por $8,45 mil millones, con el estudio y sus divisiones continuando sus operaciones bajo la nueva empresa matriz. La compra se cerró el 17 de marzo de 2022. Más tarde ese mismo día, el vicepresidente senior de Amazon Studios y Amazon Prime Video, Mike Hopkins, reveló que Amazon continuará asociándose con United Artists Releasing (la empresa de distribución conjunta de MGM y Annapurna), que seguirá funcionando para estrenar todos los futuros títulos de MGM en salas de cine "caso por caso", mientras que "todos los empleados de MGM se unirán a mi organización". También se reveló que Amazon no tenía planes de hacer cambios en el calendario de producción y estreno del estudio ni hacer que todo el contenido de MGM sea exclusivo de Prime Video, lo que proporciona cierta esperanza de que el estudio funcione de forma autónoma de Amazon Studios. Se espera que estos planes no afecten al futuro de la franquicia de James Bond ni a su equipo creativo. El 18 de marzo se celebraron dos asambleas públicas en las que se detalló el futuro de MGM tras la fusión, una para los empleados de MGM y otra para los de Amazon Studios/Prime Video. En ambas se dio a conocer la nueva estructura jerárquica provisional como parte del "plan de integración por fases" de Amazon, en el que De Luca, Burnett y Brearton dependerán de Hopkins en nombre del estudio. De Luca y Abdy anunciaron su salida del estudio el 27 de abril. El 3 de octubre de 2023, MGM Holdings fue absorbida por Amazon Studios, cuyo nombre pasó a ser Amazon MGM Studios.

## Bienes
MGM Holdings posee directa o indirectamente y controla alrededor de 160 afiliados, destacando las siguientes empresas del grupo:

### Producción/Distribución de Cine y Entretenimiento en el Hogar
- Metro-Goldwyn-Mayer Studios Inc.
- United Artists Corporation
- Orion Pictures Corporation
- MGM Home Entertainment
  - MGM Kids

### Televisión
- MGM Television
- Lightworkers Media
- Canales
  - MGM Channel
  - MGM HD
  - This TV (empresa conjunta con Tribune Broadcasting)
  - The Works
  - Light TV
  - Studio 3 Partners LLC. (Epix) (empresa conjunta con la subdivisión Paramount Pictures de Viacom y Lions Gate Entertainment)
  - Rede Telecine (empresa conjunta brasileña con Globosat, 20th Century Fox, Paramount Pictures y Universal Pictures)

### Otras propiedades
- Metro-Goldwyn-Mayer Animation
- MGM Music
- MGM On Stage
- MGM Consumer Products
- MGM Interactive